# Велебит

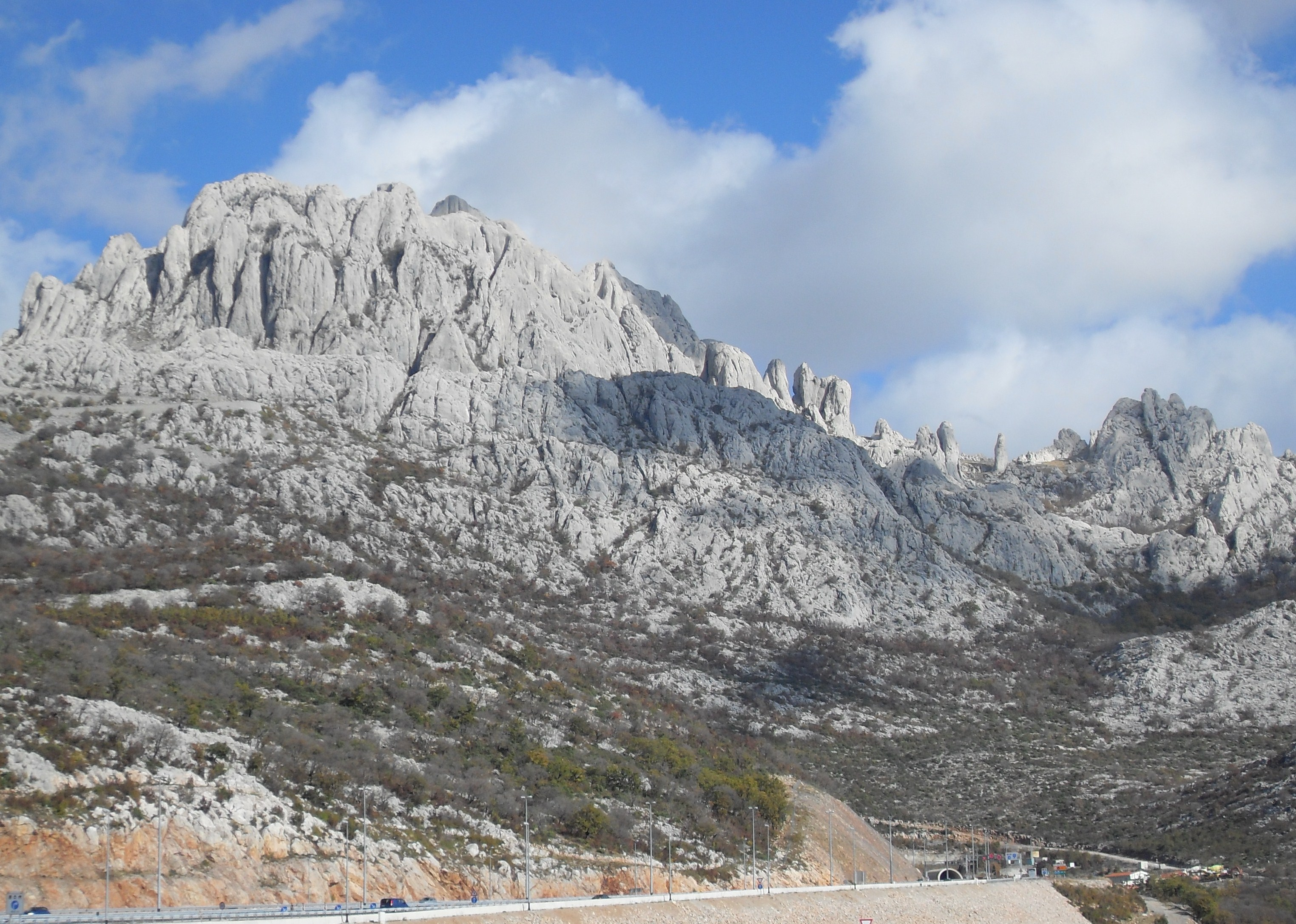
Південний Велебит

Велебит (хорв. Velebit) — гірський масив у Хорватії. Найвища точка масиву — гора Ваганський Врх (Vaganski Vrh), 1757 м — одна з найвищих вершин країни.
Хребет витягнутий з північного заходу на південний схід уздовж Адріатичного моря, відокремлюючи узбережжя від регіону Лика углибині країни. Хребет круто обривається біля моря. Деякі вершини, що сягають 1600 метрів, розташовані на відстані лише декількох кілометрів від морського узбережжя. Велебіт починається неподалік від міста Сень, біля перевалу Вратник, який відокремлює Велебит від Горського Котара. Закінчується неподалік від міста Книна, де стикається з перпендикулярно розташованими Динарськими Альпами.
Зазвичай Велебит поділяють на чотири частини:
- Північний Велебит — між перевалами Вратник і Великий Алан. Перевалом Вратник пролягає шосе від міста Сень у континентальну Хорватію. Найвища вершина — Малий Раїнац (Mali Rajinac), 1699 м.
- Середній Велебит — між перевалами Великий Алан і Башке Оштаріє. Через останній йде дорога від узбережжя до міста Госпич, столиці Лики. Найвища вершина — Шаторина (Šatorina), 1624 м.
- Південний Велебит — між Башке Оштаріє і Малий Алан. Найвищі гори знаходяться в національному парку Паклениця, розташованому в цій частині хребта — Ваганський Врх (1757 м) і Свето Брдо (1753 м).
- Південно-східний Велебит — частина хребта, розташована на деякій відстані від моря, між перевалом Малий Алан і Книном. Суттєво нижче за інші частини Велебіта.

Вся територія Велебиту оголошена природним парком, на його території розташовані два національних парки — Північний Велебит і Паклениця. На території масиву знаходяться дві найглибші печери Хорватії — Лукина яма (Lukina jama) 1392 м завглибшки та Словачка яма (1320 м).